# Tri-Lakes
Tri-Lakes és una població dels Estats Units a l'estat d'Indiana. Segons el cens del tenia una població d'habitants.

## Demografia
Segons el cens del 2000, Tri-Lakes tenia 3.925 habitants, 1.480 habitatges, i 1.164 famílies. La densitat de població era de 43,1 habitants/km².
Dels 1.480 habitatges en un 34,4% hi vivien nens de menys de 18 anys, en un 70,2% hi vivien parelles casades, en un 4,6% dones solteres, i en un 21,3% no eren unitats familiars. En el 17% dels habitatges hi vivien persones soles el 5,5% de les quals corresponia a persones de 65 anys o més que vivien soles. El nombre mitjà de persones vivint en cada habitatge era de 2,65 i el nombre mitjà de persones que vivien en cada família era de 2,99.
Per edats la població es repartia de la següent manera: un 26,2% tenia menys de 18 anys, un 6,2% entre 18 i 24, un 28,3% entre 25 i 44, un 28,3% de 45 a 60 i un 11,1% 65 anys o més.
L'edat mediana era de 40 anys. Per cada 100 dones de 18 o més anys hi havia 105 homes.
La renda mediana per habitatge era de 52.429$ i la renda mediana per família de 56.473$. Els homes tenien una renda mediana de 42.068$ mentre que les dones 25.054$. La renda per capita de la població era de 22.590$. Cap de les famílies i l'1,8% de la població estaven per davall del llindar de pobresa.

## Poblacions més properes
El següent diagrama mostra les poblacions més properes.